# Ramón Noguera Bahamonde
Ramón Noguera Bahamonde (Granada, 1851-1901) fue un pianista y compositor español.

## Biografía
Nació en la ciudad española de Granada en 1851. Hijo de Ginés M. Noguera, a la sazón director de la Escuela Provincial de Bellas Artes, estudió la carrera de leyes y obtuvo, por oposición, el registro de la propiedad de Archidona. Aficionado a la música desde niño, fue discípulo de Bernabé Ruiz de Henares, del que aprendió la técnica armónica y contrapuntística y con el que llegó a conocer a los clásicos tanto españoles como extranjeros.
Entre sus composiciones musicales se cuentan los poemas sinfónicos La rendición de Granada y El suspiro del moro, ejecutado por la Sociedad de Conciertos en el palacio de Carlos V; Los gnomos de la Alhambra, escritos sobre una poesía de José Zorrilla que la orquesta sinfónica dirigida por Goula estrenó en Madrid; una elegía a la memoria de Ángel Ganivet para orquesta que se estrenó en el teatro Isabel la Católica, y un buen número de obras religiosas de clásico estilo español. Al teatro dio las zarzuelas Brendán y El novio prestado, la segunda con letra de Rafael del Castillo. Publicó, asimismo, trabajos de crítica musical en la revista La Alhambra y en el periódico El Defensor de Granada.
Falleció en 1901. «Músico inspiradísimo y maestro sabio y eminente, Noguera Bahamonde ha sido uno de los hijos preclaros de Granada, aunque todavía no se le haya reconocido su inmenso valer», escribía sobre él Francisco Cuenca Benet en su Galería de músicos andaluces contemporáneos.